# Бієктивне доведення
Бієкти́вне дове́дення — це техніка доведення, за якої знаходиться бієктивна функція f : A → B між двома скінченними множинами A і B або бієктивна функція, що зберігає розмір, між двома комбінаторними класами, чим доводиться однаковість числа елементів, |A| = |B|. Ця техніка корисна, коли ми хочемо знати розмір A, але не можемо знайти прямого способу підрахунку елементів множини. У цьому випадку встановлення бієкції між A і деякою множиною B розв'язує задачу, якщо число елементів множини B обчислити простіше. Інша корисна властивість цієї техніки — природа бієкції сама по собі часто дає важливу інформацію про кожну з двох множин.

## Базові приклади

### Доведення симетрії біномних коефіцієнтів
Симетрія біномних коефіцієнтів стверджує, що
{\displaystyle {n \choose k}={n \choose n-k}.}
Це означає, що є рівно стільки комбінацій k елементів із множини, що містить n елементів, як і комбінацій n − k елементів.

#### Бієктивне доведення
Зауважимо, що дві величини, для яких ми доводимо рівність, підраховують кількість підмножин розміру k і n − k відповідно будь-якої n-елементної множини S. Існує проста бієкція між двома сімействами Fk та Fn − k підмножин S — вона пов'язує кожну k-елементну підмножину з її доповненням, яке містить рівно n − k елементів множини S. Оскільки Fk та Fn − k мають однакову кількість елементів, відповідні біномні коефіцієнти мають бути рівними.

### Рекурентне відношення трикутника Паскаля
{\displaystyle {n \choose k}={n-1 \choose k-1}+{n-1 \choose k}} для {\displaystyle 1\leq k\leq n-1.}

#### Бієктивне доведення
Доведення. Підрахуємо число способів вибрати k елементів із n-елементної множини. Знову, за визначенням, ліва частина рівності дорівнює числу способів вибору k елементів із n. Оскільки 1 ≤ k ≤ n − 1, можна фіксувати елемент e з n-елементної множини, так що підмножина, що залишилася, не порожня. Для кожної k-елементної множини, якщо e вибрано, існує
{\displaystyle {n-1 \choose k-1}}
способів вибору решти k − 1 елементів серед n − 1 можливостей. В іншому випадку є
{\displaystyle {n-1 \choose k}}
способів вибору решти k елементів серед n − 1 можливостей, що залишилися. Тоді є
{\displaystyle {n-1 \choose k-1}+{n-1 \choose k}}
способів вибору k елементів.{\displaystyle \Box }

## Інші приклади
Задачі, що дозволяють комбінаторне доведення, не обмежені біноміальними коефіцієнтами. У міру зростання складності задачі комбінаторне доведення стає дедалі витонченішим. Техніка бієктивного доведення корисна в галузях дискретної математики, таких як комбінаторика, теорія графів та теорія чисел.
Класичні приклади бієктивних доведень у комбінаториці:
- Код Прюфера, що дає доведення формули Келі для числа позначених дерев.
- Алгоритм Робінсона — Шенстеда[ru], що дає доведення формули Бернсайда для симетричної групи.
- Спряження діаграм Юнга, що дає доведення класичного результату про кількість деяких розбиттів цілих чисел.
- Бієктивні доведення теореми про п'ятикутні числа[en].
- Бієктивні доведення формули для чисел Каталана.